# Звёзды Содружества
Звёзды Содружества — ежегодно присуждаемая межгосударственная премия за крупный вклад и достижения в таких сферах, как культура, искусство, образование, наука, архивное дело, информация и массовые коммуникации, спорт, туризм, работа с молодежью и гуманитарная деятельность.

## История премии
Премия учреждена в 2008 году Советом по гуманитарному сотрудничеству государств — участников СНГ и Межгосударственным фондом гуманитарного сотрудничества государств — участников СНГ, первое вручение состоялось 9 апреля 2009 года в московском Доме Пашкова. В качестве ведущего первой церемонии награждения выступил Сергей Миронов, на тот момент Председатель Совета Федерации Федерального Собрания Российской Федерации и Председатель Межпарламентской Ассамблеи СНГ. Приветствие лауреатам первой премии также направил Президент Российской Федерации Дмитрий Медведев.
В последующие годы в роли ведущих церемонии награждения выступали Сергей Нарышкин, Валентина Матвиенко и Яна Чурикова.
Вручение премии с 2009 по 2014 год традиционно проходило на концертных площадках в Москве, однако в 2015 году церемония награждения была перенесена в Воронеж, который был объявлен Культурной столицей Содружества, в рамках межгосударственной программы МФГС «Культурные столицы Содружества». Начиная с 2016 года, церемония вручения премии была приурочена к проведению Форума творческой и научной интеллигенции государств — участников СНГ.
В 2020—2021 годах, в связи с пандемией COVID-19, церемонии награждения были перенесены в онлайн-формат. В 2022 году церемония награждения вновь была проведена в очном формате в рамках Форума творческой и научной интеллигенции государств — участников СНГ, проходившего в Ташкенте.

## Премия
Основным документом, регулирующим правила премии, является Положение о Межгосударственной премии «Звёзды Содружества».
Премия присуждается лауреатам, проживающим в странах Содружества Независимых Государств, которые являются участниками Соглашения о Совете по гуманитарному сотрудничеству государств — участников СНГ и/или Договора о создании Межгосударственного фонда гуманитарного сотрудничества стран Содружества. Достижения, за которые присуждается премия, должны способствовать сближению народов стран СНГ и развитию как каждой из стран-участниц СНГ, так и Содружества в целом.
Максимальное количество премий равно количеству государств СНГ, являющихся участниками вышеупомянутых соглашений. От каждого государства могут быть выдвинуты не более трех кандидатур на соискание, также могут быть выдвинуты авторские коллективы в составе не более трех человек. В случае отсутствия предложений по кандидатурам номинантов от государств, количество премий не подлежит перераспределению между другими государствами.
Межгосударственная премия «Звёзды Содружества» состоит из денежной части, диплома, почётного знака лауреата премии и удостоверения к нему. Почётный знак лауреата представляет собой четырёхлучевую звезду с серебристыми ромбиками и стилизованной эмблемой Содружества Независимых Государств внутри, наложенную на сияние в виде рельефных лучей. Почётный знак изготавливается из серебра 925 пробы, в центр инкрустирован искусственный бриллиант (фианит). Денежная часть каждой премии составляет 2 миллиона российских рублей. В случае, если премия присуждена коллективу соискателей, денежное вознаграждение делится поровну между лауреатами премии, а дипломы и почётные знаки вручаются каждому из лауреатов.
Премию традиционно вручает Правление Межгосударственного фонда гуманитарного сотрудничества государств — участников СНГ: председатель Полад Бюльбюль оглы, сопредседатель Михаил Швыдкой и исполнительный директор Анатолий Иксанов. В 2011 году, помимо правления МФГС, премию лауреатам вручал Председатель Исполнительного комитета — Исполнительный секретарь СНГ Сергей Лебедев.

## Особенности вручения
В 2019 году председательство в СНГ перешло к Туркменистану, в связи с чем в стране проводились гуманитарные проекты Содружества, в том числе и Форум творческой и научной интеллигенции государств — участников СНГ, в рамках которого проходило вручении премии «Звёзды Содружества».
Несмотря на то, что согласно Положению о Межгосударственной премии «Звёзды Содружества», лауреатами могут быть лишь лица, проживающие в странах Содружества Независимых Государств, которые являются участниками Соглашения о Совете по гуманитарному сотрудничеству государств — участников СНГ и/или Договора о создании Межгосударственного фонда гуманитарного сотрудничества стран Содружества, лауреатом премии стал Атагелди Гарягдыев — представитель Туркменистана, не являющегося участником вышеупомянутых соглашений.

## Связанные премии
Международная премия «Содружество дебютов» считается молодёжной версией премии «Звёзды Содружества». Как и у старшей премии, лауреатами могут стать граждане стран, которые являются участниками Соглашения о Совете по гуманитарному сотрудничеству государств — участников СНГ и/или Договора о создании Межгосударственного фонда гуманитарного сотрудничества стран Содружества. Начиная с 2016 года, премия вручается совместно с премией «Звёзды Содружества».
Главным отличием молодёжной премии является возрастное ограничение участников — лауреат должен быть не старше 35 лет. Помимо этого, соискатель премии должен являться победителем или лауреатом национальных конкурсов и премий, либо быть обладателем государственных стипендий и грантов стран СНГ для молодых специалистов. Денежный приз премии «Содружество дебютов» составляет 100 тысяч российских рублей.

## Лауреаты премии

### Лауреаты 2009 года
В области науки и образования — Генрих Левин, Анатолий Криштофик, Олег Чиж, Игорь Фёдоров, Пулат Бабаджанов;
В области культуры и искусства — Таир Салахов, Дживан Гаспарян, Султан Раев;
В области гуманитарной деятельности — Сара Назарбаева, Александра Пахмутова, Николай Добронравов;
За лучшее произведение, посвящённое Победе в Великой Отечественной войне (дополнительная номинация) — Давид Тухманов.

### Лауреаты 2010 года
В области науки и образования — Нариман Гулиев, Сабырбек Джумабеков, Нусрат Раджабов;
В области культуры и искусства — Игорь Лученок, Асанали Ашимов, Владимир Спиваков;
В области гуманитарной деятельности — Роберт Амирханян, Надежда Онуфриева, Валерий Щамель, Екатерина Гаврилович, Сергей Гончаров.

### Лауреаты 2011 года
В области науки и образования — Сеит Каскабасов;
В области культуры и искусства — Размик Давоян, Антолий Ярмоленко, Мухаммад Махмадов;
В области гуманитарной деятельности — Мехрибан Алиева, Ибрагим Джунусов, Лео Бокерия.

### Лауреаты 2012 года
В области науки и образования — Шарипа Жоробекова, Рахим Масов;
В области культуры и искусства — Артавазд Пелешян, Николай Чергинец;
В области гуманитарной деятельности — Максуд Ибрагимбеков, Жабайхан Абдильдин, Виктор Садовничий.

### Лауреаты 2013 года
В области науки и образования — Далер Пачаджанов, Борис Патон;
В области культуры и искусства — Омар Эльдаров, Оганес Чекиджян, Олег Табаков;
В области гуманитарной деятельности — Александр Карлюкевич, Александр Бадак, Бибигуль Тулейменова, Юристанбек Шигаев.

### Лауреаты 2014 года
В области науки и образования — Динара Чочумбаева, Талбак Назаров;
В области культуры и искусства — Рафаэль Котанджян, Бибигуль Нусипжанова, Владимир Федосеев;
В области гуманитарной деятельности — Чингиз Абдуллаев, Ростислав Янковский, Михаил Мунтяну.

### Лауреаты 2015 года
Фархад Бадалбейли, Сергей Амбарцумян, Владимир Решетников, Владимир Титок, Елена Спиридович, Умуткан Муналбаева, Муратбек Бегалиев, Ион Друцэ, Юрий Соломин, Вафо Назаров.

### Лауреаты 2016 года
Фархад Халилов, Тигран Мансурян, Иван Саверченко, Толеубек Альпиев, Алтай Борубаев, Евгений Дога, Юрий Григорович, Ибодулло Машраб.

### Лауреаты 2017 года
Наргиз Пашаева, Степан Шакарян, Дарья Домрачева, Айман Мусаходжаева, Абдылдажан Акматалиев, Ион Бостан, Юрий Башмет, Низом Косим.

### Лауреаты 2018 года
В области науки и образования — Петр Витязь, Александр Ильющенко, Михаил Андреев, Ион Абабий, Михаил Ковальчук, Улмас Мирсаидов;
В области культуры и искусства — Рауф Абдуллаев, Роберт Элибекян, Есенгали Раушанов, Мар Байджиев, Атагелди Гарягдыев.

### Лауреаты 2019 года
Наиля Велиханова, Светлана Навасардян, Александр Мрочек, Талгат Теменов, Адылбек Молдошев, Юрий Хармелин, Гузель Яхина, Тимур Зульфикаров, Фаррух Закиров.

### Лауреаты 2020 года
Эльчин Азизов, Армен Дарбинян, Александр Тузиков, Сергей Золотой, Сергей Кореняко, Олжас Сулейменов, Мурат Джуматаев, Ион Тигиняну, Анатолий Торкунов, Гулчехра Кохирова, Мансур Ташматов.

### Лауреаты 2021 года
Натик Алиев, Эдуард Хачиян, Сергей Килин, Серик Рустамбеков, Миталип Мамытов, Юрий Темирканов, Мирганд Шабозов, Рамиз Усманов.

### Лауреаты 2022 года
В области культуры и искусства - Динара Алиева, Арутюн Хачатрян, Владимир Громов, Азамат Желтыргузов, Юрий Бобков, Сергей Скрипка, Ёдгар Сагдиев.
В области науки и образования - Саидмухамад Одинаев.

### Лауреаты 2023 года
Сакит Мамедов, Тунгышбай Жаманкулов, Юлдуз Усманова, Оксана Ванкевич, Ирина Кондратеня, Ольга Николаева, Давлат Солихзода, Ирина Роднина, Дамира Алышбаева.

### Лауреаты 2024 года
Эдуард Тадевосян, Елена Атрашкевич, Айжан Беккулова, Денис Мацуев, Рустам Сагдуллаев, Азиз Алиев, Мухаммадюсуф Имомзода, Туголбай Казаков.